# 奈德林根
奈德林根是德国巴登-符腾堡州的一个市镇。总面积12.62平方公里，总人口1806人，其中男性893人，女性913人（2011年12月31日），人口密度143人/平方公里。